# Абдуррауф ар-Равабде
Абдуррау́ф ар-Рава́бде (род. 1939, Ирбид) — премьер-министр Иордании с 4 марта 1999 по 19 июня 2000 года, ведущий политический деятель из северного города Ирбид в Иордании.

## Политическая деятельность
Член Первого, Второго и Третьего национальных консультативных советов (1978—1983).
Он получил специальность фармации, закончив Американском Университете Бейрута. В 1980-х годах был мэром столицы Амман.
В речи, которое транслировалось по «Аль-Джазира» 27 июня 2009 года, он сравнил Израиль с раковым заболеванием.
24 октября 2013 года был назначен главой Собрания Аянов Иордании. Ар-Равабде является первым председателем расширенного Сената, который теперь насчитывает 75 членов, хотя ранее их там было всего 60. После его отставки пост главы Сената занял Фейсал аль-Файез 25 октября 2015 года.